# Kirinyaga (zbiór opowiadań)
Kirinyaga – zbiór opowiadań amerykańskiego pisarza Mike’a Resnicka, wydany w 1996 r. Polska edycja ukazała się nakładem wydawnictwa Prószyński i S-ka w 1998 r.; wszystkie opowiadania przetłumaczyła Paulina Braiter.
Opowiadania powiązane ze sobą anturażem i osobą głównego bohatera, łączą się w jedną całość fabuły epizodycznej. Z wyjątkiem prologu i epilogu, akcja rozgrywa się na planetoidzie o nazwie Kirinyaga (góra Kenia w języku kikuju), gdzie w sztucznym środowisku utworzonym na wzór kenijskiego buszu została założona „kikujska utopia”. W tej utopii wszyscy chętni z plemienia Kikuju mogą żyć zgodnie z dawnymi zwyczajami. Strażnikiem tych obyczajów jest szaman Koribo, główny protagonista książki. Po pewnym czasie okazuje się jednak, że nie wszystko dzieje się tak, jak pragnęli założyciele.
Pierwsze z opowiadań powstało, na zamówienie, do planowanej antologii opowiadań o utopiach w sztucznych środowiskach konstruowanych na planetoidach, gdzie każdy niezadowolony członek cywilizacji ziemskiej mógł stworzyć sobie własny utopijny świat. Warunkiem było, żeby niezadowoleni mieszkańcy takiego świata mogli go bez przeszkód w każdej chwili opuścić, co wykluczało opowieści o reżimach totalitarnych i tym podobnych historiach. Antologia nie ukazała się, gdyż większość zamówionych opowiadań nie została dostarczona.

## Spis opowiadań
- Prolog: Doskonale piękny poranek, z szakalami (19 kwietnia 2123)

1. Kirinyaga (sierpień 2129) (Nagroda Hugo za najlepszą miniaturę literacką 1989)
2. Bowiem dotknęłam nieba (styczeń 2131)
3. Bwana (grudzień 2131-luty 2132)
4. Manamouki (marzec-lipiec 2133) (Nagroda Hugo za najlepszą nowelę 1991)
5. Pieśń suchej rzeki (czerwiec-listopad 2134)
6. Włócznia i lotos (październik 2135)
7. Odrobina wiedzy (lipiec 2136)
8. Kiedy starzy bogowie umierają (maj 2137) (Nagroda Locusa za najlepszą nowelę 1996)

- Epilog: Kraina snu (sierpień-wrzesień 2137)